# 36
Cette page concerne l'année 36  du calendrier julien. Pour l'année 36 av. J.-C., voir 36 av. J.-C. Pour le nombre 36, voir 36 (nombre).
L'année 36 est une année bissextile qui commence un dimanche.

## Événements
- 24 décembre, Chine : l'armée de la dynastie Han attaque Chengdu, capitale de Gongsun Shu, rival de  Guangwudi, qui est mortellement blessé. Chengdu tombe le lendemain[1].

- Le roi parthe Artaban II, de retour de son exil en Hyrcanie, est restauré sur son trône grâce à la défection des gouverneurs de province Phraate et Hiéron. Son compétiteur Tiridate III de Parthie, abandonné par ses alliés, doit se réfugier en Syrie[2].
- Le légat de Syrie Lucius Vitellius fait la paix avec le roi des Parthes sur l'Euphrate, accompagné des rois de la région et d'Hérode Antipas[3].
- Le roi nabatéen Aretas IV défait le roi juif Hérode Antipas. Tibère fait envoyer les troupes de Vitellius en représailles dans le royaume nabatéen mais l’expédition est interrompue par la mort de l'Empereur en 37[4].
- Fin 36 ou début 37, renvoi à Rome de Ponce Pilate par Vitellius « pour qu'il s'explique auprès de l'empereur »[5].
- À Rome, incendie du cirque Maxime et du sud de l'Aventin. Tibère indemnise les victimes. Inondation du Tibre[6].

## Décès en 36
- Junia Claudilla, épouse de l'empereur romain Caligula[2].